# Кононенко Роман Віталійович
Рома́н Віта́лійович Кононе́нко (нар. 13 квітня 1981, Сімферополь) — український шосейний і трековий велогонщик, представник Національної збірної України протягом 2000-х років. Срібний і бронзовий призер чемпіонатів світу в командній гонці переслідування, дворазовий чемпіон Європи серед андеров, переможець і призер етапів Кубку світу, учасник літніх Олімпійських ігор в Афінах. Заслужений майстер спорту України. Нині — тренер з велоспорту.

## Біографія
Роман Кононенко народився 13 квітня 1981 року в місті Сімферополі Кримської області Української РСР. Займався велоспортом в сімферопольській Дитячо-юнацькій спортивній школі, проходив підготовку під керівництвом тренерів Володимира Черченка та Миколи Скриби.
Першого серйозного успіху на міжнародному рівні досяг в 2002 році, коли увійшов до складу української національної збірної та побував на молодіжному чемпіонаті Європи в Німеччині, де виграв срібну медаль в індивідуальній гонці переслідування і спільно з Володимиром Дюдею, Віталієм Попковим і Володимиром Загороднім здобув перемогу в командній гонці переслідування. Також в цьому сезоні в командному переслідуванні отримав срібну нагороду на етапі Кубку світу в Москві.
У 2003 році на європейській першості серед андерів в Росії тим же складом знову завоював золото. Крім того, додав у послужний список бронзу, отриману на московському етапі світового кубка.
Завдяки низці вдалих виступів удостоївся права захищати честь країни на літніх Олімпійських іграх 2004 року в Афінах — у складі команди, куди крім Дюди і Попкова, увійшов Сергій Матвєєв, зайняв в командній гонці переслідування підсумкове шосте місце.
У 2005 році з Дюдею, Попковим і Загороднім посів перше місце на етапі Кубку світу в Москві, став третім на етапі в Лос-Анджелесі.
Брав участь в трековому чемпіонаті світу 2006 року в Бордо, звідки привіз нагороду бронзового ґатунку — в командному переслідуванні їх з Володимиром Дюдею, Любомиром Полатайком і Максимом Поліщуком обійшли тільки гонщики з Австралії та Великої Британії.
Надалі вигравав бронзові медалі на етапах Кубку світу в Сіднеї і Мельбурні, отримав срібну медаль в командному переслідуванні на чемпіонаті світу 2007 року в Пальма-де-Мальорка (стартував тут тільки в кваліфікаційному заїзді, але не в фіналі). У складі донецької команди ISD проїхав кілька шосейних багатоденних перегонів, зокрема в 2008 році відзначився перемогою на четвертому етапі «Туру Тюрінгії». Як резервний гонщик побував на Олімпіаді в Пекіні, хоча виступити йому тут не довелось.
За видатні спортивні досягнення удостоєний почесного звання «Заслужений майстер спорту України».
Має вищу освіту, закінчив Національний університет фізичного виховання і спорту України.
Після завершення спортивної кар'єри зайнявся тренерською діяльністю, працює тренером у кримській Спеціалізованої дитячо-юнацькій спортивній школі олімпійського резерву з велоспорту № 1. Входить до тренерського складу збірної команди Республіки Крим з велоспорту на треку.